# Česká
Česká (německy Zinsendorf) je obec v okrese Brno-venkov v Jihomoravském kraji. Rozkládá se v Bobravské vrchovině, na okraji přírodního parku Baba. Žije zde přibližně 1 000 obyvatel. Zástavba obce se nachází na okraji lesa poblíž kopce Ostrá hora při silnici z Brna do Kuřimi, v těsném sousedství se zástavbou městské části Brno-Ivanovice, s níž obec na jihu sousedí. Právě zde v jižní části katastru obce dochází v současnosti k nejsilnějšímu rozvoji zástavby obce v podobě výstavby rodinných domů, zatímco původní jádro obce se nachází severněji.

## Historie
První písemná zmínka o dnešní obci pochází z roku 1784, kdy byl kuřimskou vrchností v rámci raabizace zrušen a rozparcelován zdejší lelekovický poplužní dvůr mezi 24 osadníků, pocházejících z okolí Litomyšle v Čechách. Původní ves dostala název Zinsdorf (německy Činžovní ves), což se později změnilo na Zinsendorf. Tito osadníci se ve smlouvě s vrchností ze 17. ledna 1785 zavázali postavit 10 domů po levé a 10 domů po pravé straně zdejší silnice jižně od místní hospody a za přidělené pozemky platili nájem, činži. České slovo činže má původ z německého slova der Zins (nájemné, daň, poplatek), proto tedy název Zinsendorf. Z počátku byla nově vzniklá dědina osadou Lelekovic bez vlastního katastrálního území. Samostatné katastrální území bylo vymezeno teprve roku 1907, tehdy ovšem ještě v poněkud odlišných hranicích. Teprve roku 1921 získala obec své dnešní jméno, upomínající na původ svých prvních obyvatel. Místní obyvatelé navrhovali, aby se obec jmenovala Čechov, tento návrh ale nebyl přijat. K 1. lednu 1976 na základě usnesení jihomoravského krajského národního výboru ze dne 12. prosince 1975 získala Česká současnou hranici s Brnem, když k brněnskému katastrálnímu území Ivanovice přešly pozemky o výměře 10,82 hektarů, zatímco z Ivanovic přešly k České pozemky o výměře 4,02 hektarů. Zajímavostí je, že zde kdysi byl zaznamenán nejsevernější přírodní výskyt růže rolní (Rosa arvensis ) na území ČR.

## Obyvatelstvo
| Rok            | 1869 | 1880 | 1890 | 1900 | 1910 | 1921 | 1930 | 1950 | 1961 | 1970 | 1980 | 1991 | 2001 | 2011 | 2021  |
| -------------- | ---- | ---- | ---- | ---- | ---- | ---- | ---- | ---- | ---- | ---- | ---- | ---- | ---- | ---- | ----- |
| Počet obyvatel | 201  | 201  | 227  | 233  | 240  | 241  | 301  | 487  | 530  | 527  | 576  | 524  | 655  | 989  | 1 061 |
| Počet domů     | 31   | 35   | 40   | 46   | 51   | 54   | 69   | 115  | 123  | 129  | 133  | 144  | 213  | 318  | 354   |

Vývoj počtu obyvatel

## Pamětihodnosti
- Kaple Panny Marie Růžencové
- Kamenný křížek
- Památník obětem první a druhé světové války
- Lípa svobody
- Lípa z roku 1883 před obchodem
- Lípa z roku 1884 před nádražní budovou